# Barrera de difusió
Una barrera de difusió és una capa fina (generalment micròmetres de gruix) de metall que sol col·locar-se entre altres dos metalls. Es fa per actuar com una barrera per protegir qualsevol dels metalls de corrompre l'altre.
L'adhesió d'una capa de metall xapat al seu substrat requereix un enclavament físic, interdifusió del dipòsit o una unió química entre la placa i el substrat per funcionar. El paper d'una barrera de difusió és prevenir o retardar la interdifusió dels dos metalls superposats. Per tant, per ser eficaç, una bona barrera de difusió requereix inercia respecte als materials adjacents. Per obtenir una bona adhesió i una barrera de difusió simultàniament, la unió entre capes ha de provenir d'una reacció química de rang limitat en ambdós límits. Els materials que proporcionen una bona adherència no són necessàriament bones barreres de difusió i viceversa. En conseqüència, hi ha casos en què s'han d'utilitzar dues o més capes separades per proporcionar una interfície adequada entre els substrats.

## Selecció
Tot i que l'elecció de la barrera de difusió depèn de la funció final, la temperatura de funcionament prevista i la vida útil són paràmetres crítics per seleccionar els materials de barrera de difusió. S'han avaluat moltes combinacions de metalls de pel·lícula fina per les seves propietats de barrera d'adhesió i difusió.
L'alumini proporciona una bona conductivitat elèctrica i tèrmica, adherència i fiabilitat a causa de la seva reactivitat amb l'oxigen i les propietats d'autopassivació del seu òxid.
El coure també reacciona fàcilment amb l'oxigen, però els seus òxids tenen propietats d'adhesió pobres. Pel que fa a l'or, la seva virtut es basa en la seva inercia i facilitat d'aplicació; el seu problema és el seu cost.
El crom té una excel·lent adherència a molts materials a causa de la seva reactivitat. La seva afinitat per l'oxigen forma una fina capa d'òxid estable a la superfície exterior, creant una capa de passivació que impedeix una oxidació addicional del crom i del metall subjacent (si n'hi ha), fins i tot en ambients corrosius. El cromat d'acer per a automoció inclou tres capes de barrera de difusió (coure, níquel i crom) per proporcionar una durabilitat a llarg termini on hi haurà molts canvis de temperatura grans. Si el crom es xapa directament sobre l'acer, els seus diferents coeficients d'expansió tèrmica faran que el cromat es desprengui de l'acer.
El níquel, el nicrom, el tàntal, l'hafni, el niobi, el zirconi, el vanadi i el tungstè són algunes de les combinacions metàl·liques utilitzades per formar barreres de difusió per a aplicacions específiques. També es poden utilitzar ceràmiques conductores, com ara nitrur de tàntal, òxid d'indi, siliciur de coure, nitrur de tungstè i nitrur de titani.

## Circuits integrats
Un metall de barrera és un material utilitzat en circuits integrats per aïllar químicament els semiconductors de les interconnexions de metall tou, mantenint una connexió elèctrica entre ells. Per exemple, una capa de metall de barrera ha d'envoltar cada interconnexió de coure en circuits integrats moderns, per evitar la difusió del coure als materials circumdants.
Com el seu nom indica, un metall de barrera ha de tenir una alta conductivitat elèctrica per mantenir un bon contacte electrònic, alhora que manté una difusivitat de coure prou baixa per aïllar prou químicament aquestes pel·lícules conductores de coure del silici del dispositiu subjacent. El gruix de les pel·lícules de barrera també és força important; amb una capa de barrera massa fina, el coure interior pot contactar i enverinar els mateixos dispositius que subministren amb energia i informació; amb capes de barrera massa gruixudes, aquestes piles embolcallades de dues pel·lícules metàl·liques de barrera i un conductor interior de coure poden tenir una resistència total més gran que la que tindrien les interconnexions tradicionals d'alumini, eliminant qualsevol benefici derivat de la nova tecnologia de metal·lització.
Alguns materials que s'han utilitzat com a metalls de barrera inclouen el cobalt, el ruteni, el tàntal, el nitrur de tàntal, l'òxid d'indi, el nitrur de tungstè i el nitrur de titani (els quatre últims són ceràmiques conductores, però "metalls" en aquest context).